# 니콜라이 다닐렙스키

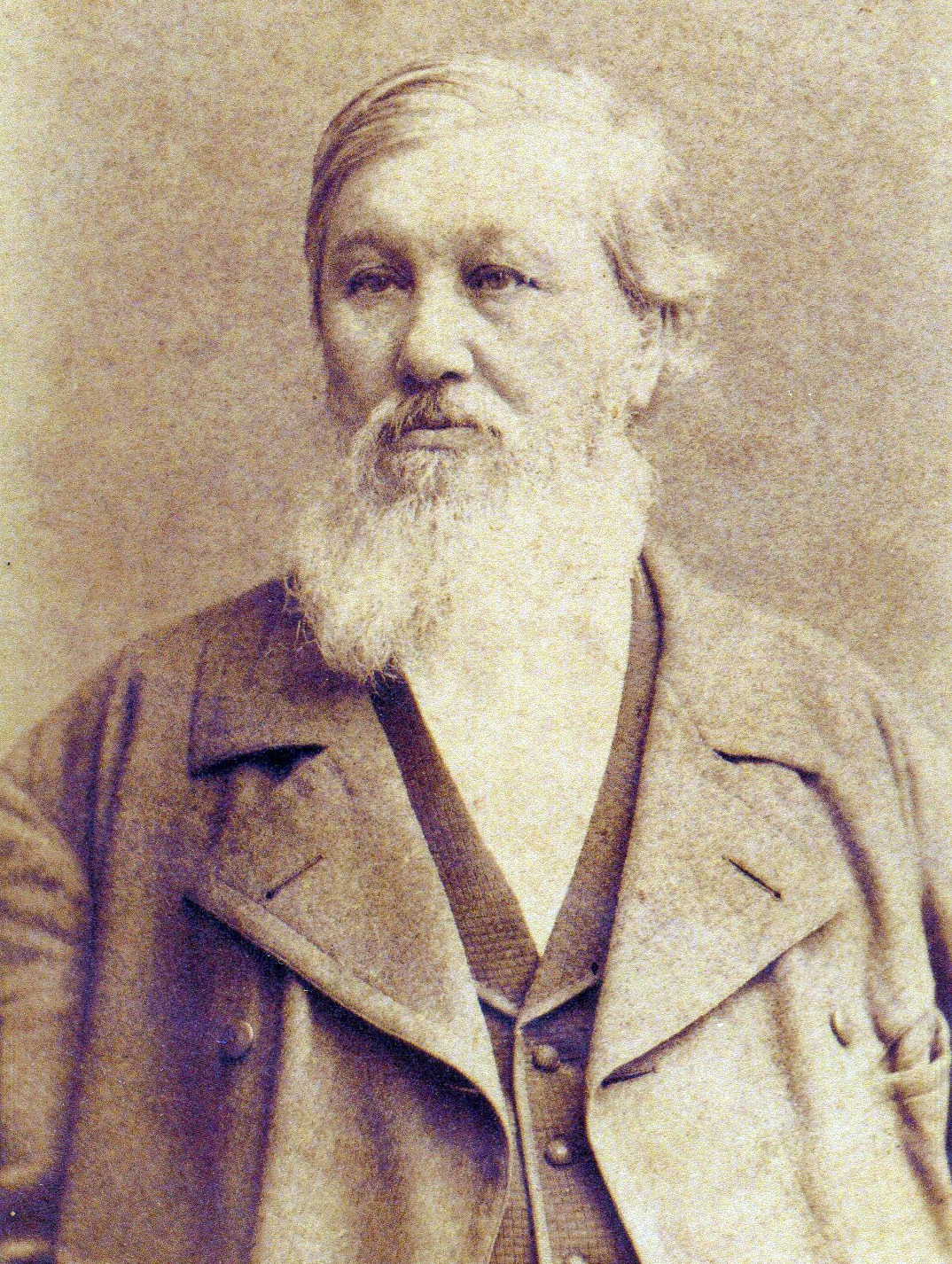
니콜라이 다닐렙스키

니콜라이 야코블레비치 다닐렙스키(러시아어: Никола́й Я́ковлевич Даниле́вский, 1822~1885)는 러시아의 생태학자이다.
1822년 12월 오를로프 현에서 장군의 아들로 태어났다. 그는 페테르부르크 근교의 알렉산드르 리체이를 졸업했고, 상트페테르부르크 대학교 자연과학부에서 수학했다. 그는 생물학을 전공했는데, 푸리에의 이론 등 사회학에도 관심이 많았다. 1849년 대학에서 석사학위를 받았으며, 같은 해 페트라솁스키 사건으로 체포되어 100일 동안 수감되었다. 그는 무죄를 주장했고, 결국 유죄 판결을 면했으나 수도에서 추방되어 러시아 북부의 볼로그다로, 이후에는 사마르로 보내졌다. 1853년에는 볼가 강과 카스피 해의 어류 탐사단에 참여했고, 1857년에는 농업부로 발령을 받은 후 백해와 북극해의 생태계를 연구했다. 다닐렙스키는 이와 같은 지역 생태계 탐사를 수차례 실행하면서 러시아 서쪽 지역의 해양 활동에 관한 법전을 마련했다. 이후 다닐렙스키는 크림 지역으로 이주하여 자신의 주요 저서인 <러시아와 유럽>을 1869년에 탈고했다.